# Michael Collins (Film)
Michael Collins ist ein irischer Historienfilm aus dem Jahr 1996, der von dem irischen Revolutionsführer Michael Collins erzählt. Inszeniert von Neil Jordan, sind in den Hauptrollen Liam Neeson und Julia Roberts zu sehen.

## Hintergrund
Großbritannien war zu Beginn des 20. Jahrhunderts eine Weltmacht, deren Territorium sich über ein Drittel der Erde erstreckte. Dennoch war es immer die nächstgelegene Kolonie, Irland, die dem britischen Königreich die größten Probleme bereitete, denn Irland leistete vehementen Widerstand gegen die britische Herrschaft. Dies hatte Bürgerkriege und Revolutionen zur Folge, doch alle Bemühungen scheiterten. Schließlich kam es im Jahr 1916 zu einem neuerlichen Aufstand, dem ein Guerilla-Krieg folgte. Dieser Krieg führte letztlich dazu, dass sich das Verhältnis zwischen Großbritannien und Irland für immer veränderte. Michael Collins war ein irischer Politiker und Führer des irischen Unabhängigkeitskampfes, der von 1919 bis 1923 dauerte. Sein Leben und Tod bestimmten eine ganze Epoche.
Mit einigen historischen Ungenauigkeiten zeigt der Film die Geschichte des irischen Unabhängigkeitskampfs vom Osteraufstand 1916 bis zur Ermordung von Michael Collins, der als umstrittener Gründer der IRA gilt, am 22. August 1922.

## Handlung
Im Jahr 1916 schlägt die britische Besatzungsmacht den irischen Osteraufstand blutig nieder. Dies hat zur Folge, dass die Anführer der irischen Republikaner ohne ordentliches Gerichtsverfahren erschossen werden. Eamon de Valera, der Kopf der irischen Untergrundbewegung, wird gemeinsam mit seinen jungen Verbündeten Michael Collins und Harry Boland ins Gefängnis gebracht. Der Kampf gegen die übermächtigen Briten konnte nicht länger auf dieselbe Art und Weise fortgeführt werden. Das sieht auch Collins ein, worauf er eine geheime Armee, die Irish Republican Army, organisiert. Mit dieser Untergrundorganisation gelingt es Collins durch Terroranschläge auf königstreue Politiker und Informanten des britischen Geheimdienstes, die Oberhand in diesem Krieg zu gewinnen.
Es folgen Friedensverhandlungen, bei denen Collins als Chefunterhändler fungiert. Die Mehrheit der irischen Bevölkerung ist für den ausgearbeiteten Vertrag, doch die Unzufriedenheit der restlichen Teilbevölkerung stürzt Irland erneut in den Krieg. Nun kämpfen Iren gegen Iren – Befürworter gegen Gegner des Vertrages. De Valera und Boland sagen sich unterdessen von Collins los. Collins will aber weiteres Blutvergießen verhindern, weshalb er gegen den Rat seiner Anhänger nach Cork, einem gegnerischen Brennpunkt, reist. Dort will er Friedensverhandlungen mit de Valera führen. Doch dazu kommt es nicht, er gerät in einen tödlichen Hinterhalt.

## Kritiken
- Ulrike Steiner von den OÖN schrieb am 5. Juli 1997, dass den Film nichts hinaushebe über braves Erzählen und die strapazierte Formel, dass die Revolution ihre eigenen Kinder frisst.
- film-dienst 7/1997: „Obwohl mehr dem Mythos als der Reflexion huldigend, ist der Film dennoch ein fesselndes Kinostück, das vor allem durch seine an Vorbildern der englischen Filmgeschichte orientierten Atmosphäre imponiert.“
- kino.de schrieb, dass Regisseur „Jordan bei der Umsetzung seines Wunschprojekts das Kunststück gelungen [ist], die jüngste Geschichte Irlands auf der Leinwand einzufangen, ohne dabei die für die Vermarktung wichtigen Unterhaltungsaspekte zu vergessen“.[1]

## Auszeichnungen
Der Film erhielt 1996 den Goldenen Löwen der Filmfestspiele von Venedig.
Der Kameramann Chris Menges und der Autor der Filmmusik Elliot Goldenthal wurden im Jahr 1997 für den Oscar nominiert. Elliot Goldenthal und Liam Neeson wurden 1997 für den Golden Globe Award nominiert. Chris Menges und Alan Rickman wurden 1997 für den British Academy Film Award nominiert.
Der Film wurde im Jahr 1997 für den Political Film Society Award für Frieden nominiert. Elliot Goldenthal wurde 1997 für den Golden Satellite Award nominiert.

## Weitere Filme zum irischen Unabhängigkeitskrieg
- Ein Händedruck des Teufels (1959)
- The Wind That Shakes the Barley (2006)